# PAOK FC
PAOK, eller Panthessalonikeios Athlitikos Omilos Konstantinoupoliton (grekiska: Π.Α.Ο.Κ. - Πανθεσσαλονίκειος Αθλητικός Όμιλος Κωνσταντινουπολιτών), är en sportklubb från Thessaloníki i Grekland med lag i bland annat basket, volleyboll, handboll, baseboll, vattenpolo, simning, brottning och tyngdlyftning. Mest känd är dock fotbollsklubben, PAOK FC, som bildades 1926 av grekiska flyktingar som kom till Grekland 1922 från Konstantinopel i det dåvarande Osmanska riket. 
PAOK FC spelar för närvarande i grekiska Superligan. De har blivit ligamästare fyra gånger, 1976, 1985, 2019 och 2024, samt vunnit cupen åtta gånger, 1972, 1974, 2001, 2003, 2017, 2018, 2019 och 2021. De har slutat på andraplats i ligan tre gånger. Enligt en undersökning genomförd år 2010 är omkring 14,7 % av Greklands fotbollsintresserade PAOK-supportrar.[källa behövs] I norra Grekland har klubben 42 % stöd.[källa behövs]
Klubbens ordförande är den grekiske före detta landslagsspelaren Zisis Vryzas.

## Historia

### Grunden
PAOK har sin grund i Konstantinopels idrotts- och kulturförening "Hermes" (grekiska Ερμής) som grundades av grekerna i Konstantinopel 1875, i hjärtat av stadsdelen Pera. De första stadgarna antogs den 20 april 1926 genom beslut av domstolen i Thessaloniki.

### Toumba Stadium

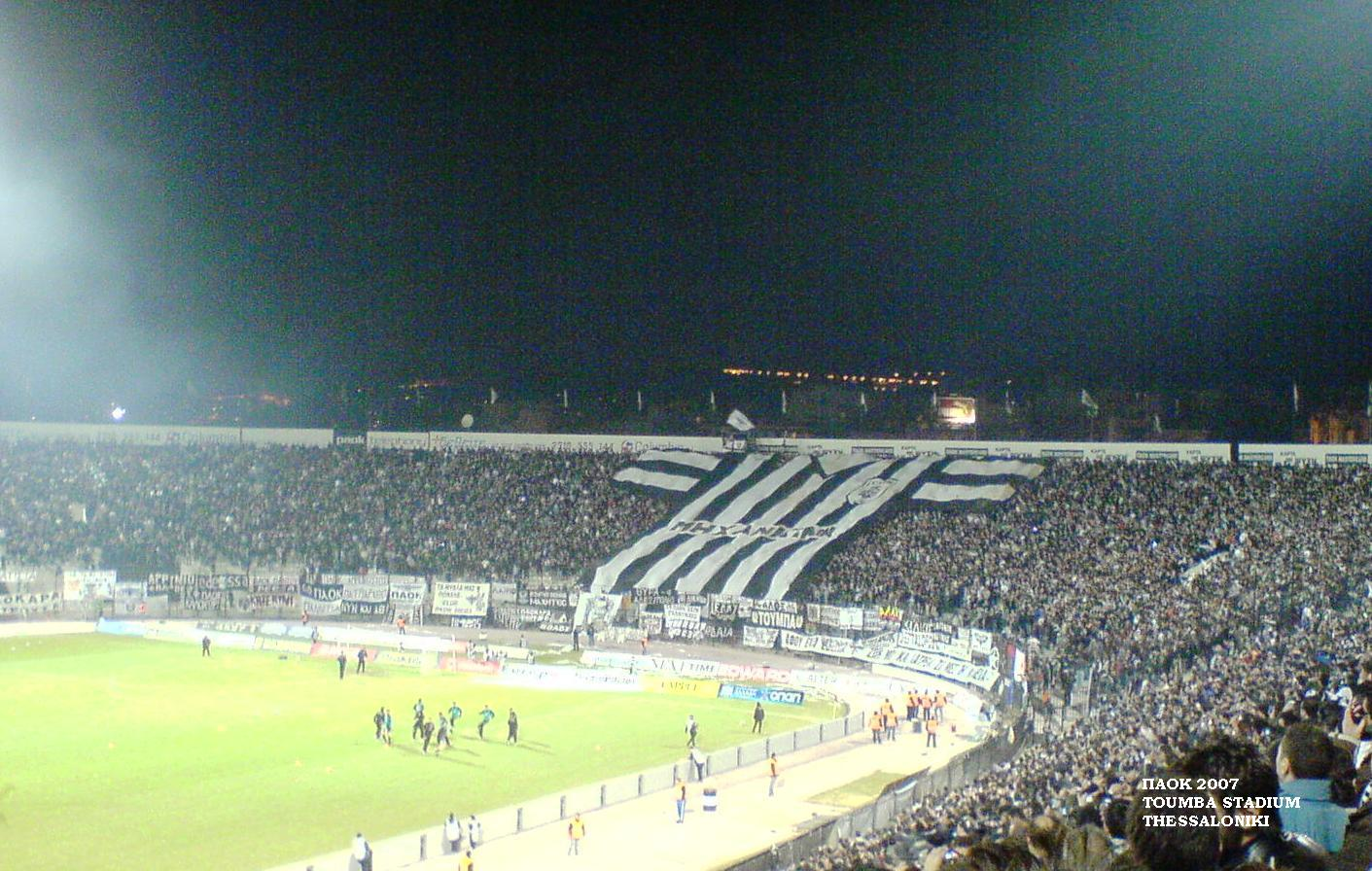
Toumba-stadion (grekiska: Γήπεδο Τούμπας), hemmaarenan för PAOK FC, med en kapacitet på 28 703 åskådare.

1957 inrättade styrelsen i PAOK en särskild teknisk kommitté för att bygga sig en ny arena, enligt önskemål inom laget, eftersom den gamla arenan hade exproprierats. Syftet var att hitta en lämplig plats för bygget samt finansiering. Förslaget skickades in till Tamio Ethnikis Aminis (TEA) (grekiska: Ταμείο Εθνικής Αμύνης) i regionen Toumba. PAOK fick en plats på 30 hektar och kunde därmed påbörja byggandet av arenan som färdigställdes i augusti 1959. Den totala kostnaden uppgick till 6 000 000 drachmer, varav 1 100 000 i bidrag från TEA.
Arenan (som fick namnet Toumba) invigdes den 6 september 1959 av den dåvarande försvarsministern och ordföranden i den nya uppbyggnadsfasen i PAOK, Giorgos Themelis (grekiska: Γιώργος Θέμελης). I öppningsmatchen på Toumba spelades en vänskapsmatch mellan PAOK och AEK. PAOK vann matchen med 1-0 efter mål av Kostas Kiourtzis (grekiska: Κώστας Κιουρτζής), som därmed blev den första att göra mål på den nya arenan. Före avspark släpptes en boll ner på fotbollsplanen från ett av försvarets flygplan som en symbolisk gåva från armén. 
Toumba har en kapacitet på 28 703 platser; publikrekordet sattes dock den 19 december 1976 i ligamatchen PAOK-AEK och uppgick till hela 45 252 åskådare.  
Inför de olympiska spelen 2004 korrigerades vissa åtgärder och en del av arenan byggdes om. En ny fyravåningsbyggnad byggdes till sektionerna 1, 2 och 3. I den nya delen av arenan finns alla nödvändiga och moderna bekvämligheter såsom loungesviter och VIP-rum, journalistbås med 200 nya arbetstillfällen, pressrum och kontor. Det finns tota,lt 14 loger, var och en med utrymme för 5 personer och med en yta på 12 kvadratmeter. VIP-ingången till arenan är utrustad med en modern bar och läget som VIP-platserna är på ger inte bara en bra utsikt över arenan utan även över hela storstaden. Sviterna har liksom VIP-platserna fin utsikt över arenan och staden. Läktaren från sviterna är utrustade med luftkonditionering, telefon, TV med sluten krets och satellit och även en minibar och en sittlounge.

### Cupmästare 1972
Genom engelsmannen Les Shannons ankomst till PAOK 1971 utvecklades klubben, och med förstärkningar som Gounaris (grekiska: Γούναρης), Matzourakis (grekiska: Ματζουράκης), Bellis (grekiska: Μπέλλης) och Stavridis (grekiska: Σταυρίδης) tog PAOK sitt första cupguld 1972.

### Ligamästare 1976
PAOK började säsongen 75/76 bakom AEK. PAOK låg på 2:a plats fram till den 24:e omgången då de gick förbi 1:an AEK för första gången i historien. I nästa match mellan PAOK och AEK avgjorde Neto Guerino matchen i 89:e minuten, och i den avslutande matchen mot Iraklis den 9 maj vann PAOK med 3-1 vilket gav klubbens dess första ligatitel.

## Truppen
| 42 | Kroatien | Dominik Kotarski       | 10 februari 2000 | HNK Gorica (-22)       |
| 64 | Grekland | Christos Talichmanidis | 16 mars 2001     | PAOK FC                |
| 99 | Grekland | Antonis Tsiftsis       | 21 juli 1999     | Asteras Tripolis (-24) |

| 3  | Norge    | Ivan Näsberg             | 22 april 1996    | Vålerenga (-22)     |
| 4  | Grekland | Konstantinos Koulierakis | 28 november 2003 | PAOK FC             |
| 5  | Grekland | Giannis Michailidis      | 18 februari 2000 | PAOK FC             |
| 15 | Nigeria  | William Troost-Ekong     | 1 september 1993 | Watford (-23)       |
| 16 | Polen    | Tomasz Kędziora          | 11 juni 1994     | Dynamo Kiev (-24)   |
| 19 | Spanien  | Jonny                    | 3 mars 1994      | Wolverhampton (-24) |
| 21 | Ghana    | Abdul Rahman Baba        | 2 juli 1994      | Chelsea (-23)       |
| 23 | Spanien  | Joan Sastre              | 30 april 1997    | Mallorca (-22)      |
| 25 | Grekland | Konstantinos Thymianis   | 28 februari 2001 | Panserraikos (-24)  |
| 55 | Portugal | Rafa Soares              | 9 maj 1995       | Vitória (-22)       |

| 2  | Guinea    | Mady Camara           | 28 februari 1997  | Olympiakos (-24)        |
| 6  | Grekland  | Theocharis Tsingaras  | 20 augusti 2000   | PAOK FC                 |
| 7  | Grekland  | Giannis Konstantelias | 5 mars 2003       | PAOK FC                 |
| 10 | Österrike | Thomas Murg           | 14 november 1994  | Grazer AK (-20)         |
| 11 | Brasilien | Taison                | 13 januari 1988   | Internacional (-23)     |
| 14 | Serbien   | Andrija Živković      | 11 juli 1996      | Benfica (-20)           |
| 20 | Portugal  | Vieirinha             | 24 januari 1986   | Wolfsburg (-17)         |
| 22 | Österrike | Stefan Schwab         | 27 september 1990 | Rapid Wien (-20)        |
| 27 | Ryssland  | Magomed Ozdojev       | 5 november 1992   | Fatih Karagümrük (-23)  |
| 47 | England   | Shola Shoretire       | 2 februari 2004   | Manchester United (-24) |
| 77 | Bulgarien | Kiril Despodov        | 11 november 1996  | Ludogorets (-23)        |

| 9  | Ryssland | Fjodor Tsjalov   | 10 april 1998    | CSKA Moskva (-24) |
| 34 | Marocko  | Tarik Tissoudali | 2 april 1993     | Gent (-24)        |
| 70 | Tanzania | Mbwana Samatta   | 23 december 1992 | Fenerbahçe (-23)  |
| 71 | Spanien  | Brandon Thomas   | 4 februari 1995  | Málaga (-22)      |

### Utlånade spelare
| Nr | Land     | Pos | Namn                                             |
| -- | -------- | --- | ------------------------------------------------ |
|    | Portugal | MF  | Filipe Soares (utlånad till SC Farense)          |
|    | Uruguay  | MF  | Nicolás Quagliata (utlånad till Central Córdoba) |

| Nr | Land     | Pos | Namn                                          |
| -- | -------- | --- | --------------------------------------------- |
|    | Grekland | A   | Stefanos Tzimas (utlånad till 1. FC Nürnberg) |